# Lymington
Lymington (IPA /'lɪmɪŋt(ə)n/) – miasto w Wielkiej Brytanii, w Anglii w hrabstwie Hampshire położone przy ujściu rzeki Lymington do cieśniny Solent. Leży 20,6 km od miasta Southampton, 38,1 km od miasta Winchester i 132,5 km od Londynu. Miasto jest ośrodkiem sportów wodnych o znaczeniu ponadregionalnym. W 2001 roku miasto liczyło 14 227 mieszkańców.

## Historia
Pierwsze wzmianki o osadzie w tym miejscu pochodzą z epoki żelaza. Lymington jest wspomniana w Domesday Book (1086) jako Lentune. Na początku XIII wieku miasto uzyskało prawo do targu. Od średniowiecza do XIX wieku miasto słynęło z produkcji soli przy wykorzystaniu technologii odsalania wody morskiej. Od XVII wieku siedziba niewielkiej stoczni. Miasto również było siedzibą melin przemytniczych w okresie przemycania towarów z kontynentu do Anglii

## Miasta partnerskie
- Mosbach
- Vitré
- Almansa
- Messina
- Odessa